# Eva Ingman
Eva Wilhelmina Ingman, född 1853 i Helsingfors, död 1914 i Dresden, var en finländsk målare. 

## Biografi
Eva Ingman var dotter till Erik Alexander Ingman och Eva Wilhemina Perander. Hennes storasyster Anna föddes 1851. Systrarna blev föräldralösa i ung ålder, och Elias Lönnrot blev deras förmyndare. Eva, Anna, deras kusin Fanny Churberg samt Fannys bror Torsten, bodde tillsammans i Helsingfors med deras ogifta moster Amalia Perander.
Eva Ingman gick i svenska flickskolan i Helsingfors och var 12 år gammal då hon tillsammans med Fanny Churberg började ta ritlektioner av Alexandra Frosterus-Såltin 1865–1866. Hon tog även lektioner av målaren Bernhard Reinhold 1869–1871. Hon debuterade 1877.
Eva och Anna Ingman bodde tillsammans i Dresden. Systern Anna arbetade som pianolärare och kritiker, medan Eva målade porträtt och hade lektioner i målning och ritning. Eva Ingman gifte sig aldrig.